# Lasius bureni
Lasius bureni es una especie de hormiga del género Lasius, tribu Lasiini, familia Formicidae. Fue descrita científicamente por Wing en 1968.

## Distribución
Se distribuye por los Estados Unidos.